# Ivo Niederle
Ivo Niederle (ur. 26 grudnia 1929 w Pradze, zm. 8 stycznia 2021 tamże) – czeski aktor teatralny, filmowy, dubbingowy i telewizyjny.

## Życiorys
Urodził się 26 grudnia 1929 roku w Pradze. W 1953 roku ukończył studia aktorskie na Wydziale Teatralnym Akademii Sztuk Scenicznych w Pradze, do 1957 grał w teatrze regionalnym w Teplicach. Od 1957 roku pracował w Teatrze ABC Jana Wericha, który w 1962 roku został przeniesiony do Teatrów Miejskich w Pradze, gdzie grał do przejścia na emeryturę w 1991 roku. Zagrał wiele ról filmowych i telewizyjnych. Pracował również jako komentator i prezenter telewizyjny. Zmarł 8 stycznia 2021 roku w Pradze.